# Puccinellia macranthera
Puccinellia macranthera là một loài thực vật có hoa trong họ Hòa thảo. Loài này được (Krecz.) Norl. miêu tả khoa học đầu tiên năm 1949.